# Schizotrema leopardinum
Schizotrema leopardinum är en kräftdjursart som beskrevs av Hale 1949. Schizotrema leopardinum ingår i släktet Schizotrema och familjen Nannastacidae. Inga underarter finns listade i Catalogue of Life.